# Congres van Russische Gemeenschappen
Het Congres van Russische Gemeenschappen (Russisch: Конгресс русских общин, Kongress russkich obsjtstsin, KRO) was de benaming van een Russische politieke organisatie die in 1992 werd opgericht. In 2004 ging het KRO op in de politieke partij Rodina, maar in 2006 volgde de heroprichting. Het Congres van Russische Gemeenschappen was een ultranationalistische groepering en streefde naar de hereniging van Rusland met Wit-Rusland en Oekraïne.

## Geschiedenis
Tussen 1995 en 2003 was het KRO met vijf zetels vertegenwoordigd in de Staatsdoema. Bij de presidentsverkiezingen van 1996 was de populaire generaal Aleksandr Lebed (1950-2002) kandidaat namens het Congres van Russische Gemeenschappen. Hij kreeg 14,5% van de stemmen. Bij de verkiezingen van 1999 haalde het KRO kiesdrempel niet en verdween uit de Doema. In 2004 ging het Congres van Russische Gemeenschappen op in de politieke partij Rodina. In 2006 volgde echter een heroprichting van het KRO. Dmitri Rogozin (*1963) werd de informele leider. Onder zijn leiding kwam het KRO in steeds extremistischer vaarwater. In 2011 volgde na een fusie de naamswijziging in Rodina - Congres van Russische Gemeenschappen. In 2012 werd de naam Rodina aangenomen.

## Ideologie
Aanvankelijk was het KRO nationalistisch en nationaal-conservatief; na de heroprichting in 2006 verschoof het KRO in extreemrechtse richting.

## Bondgenoten
- De Macht aan het Volk! (1995)
- Rodina (2004-2006)
- Russische Volksunie
- Socialistische Verenigde Partij van Rusland (tot 2003)
- Al-Russisch Volksfront (tot 2012)